# Río Pajeú
El río Pajeú es un río brasileño que atraviesa el estado de Pernambuco, en la Región Nordeste de Brasil. 
Según el Instituto Brasileño de Geografía y Estadística (IBGE), el río nace en la Serra da Balança (Meseta de Borborema), en el municipio de Brejinho, cerca del límite entre los estados de Paraíba y Pernambuco. 
Es afluente del río São Francisco. Su curso principal es en dirección nordeste sudoeste, para luego orientarse hacia el sur, hasta su desembocadura.
El riacho do Navio, célebre debido a la canción homónima de Luiz Gonzaga y Zé Dantas (1955), es uno de sus afluentes junto con el Pajeú Mirim y el riacho São Domingos. 
El escritor, folclorista y antropólogo Luís Cristóvão dos Santos dedicó gran parte de su obra a la cuenca del río Pajeú, incluyendo su libro más conocido, Caminhos do Pajeú, y el inconcluso Paisagem Humana do Pajeú.
En las márgenes del río Pajeú se encuentran varias ciudades como Itapetim, Tuparetama, São José do Egito, Ingazeira, Afogados da Ingazeira, Carnaíba, Flores, Calumbi, Serra Talhada y Floresta, todas en el estado de Pernambuco.

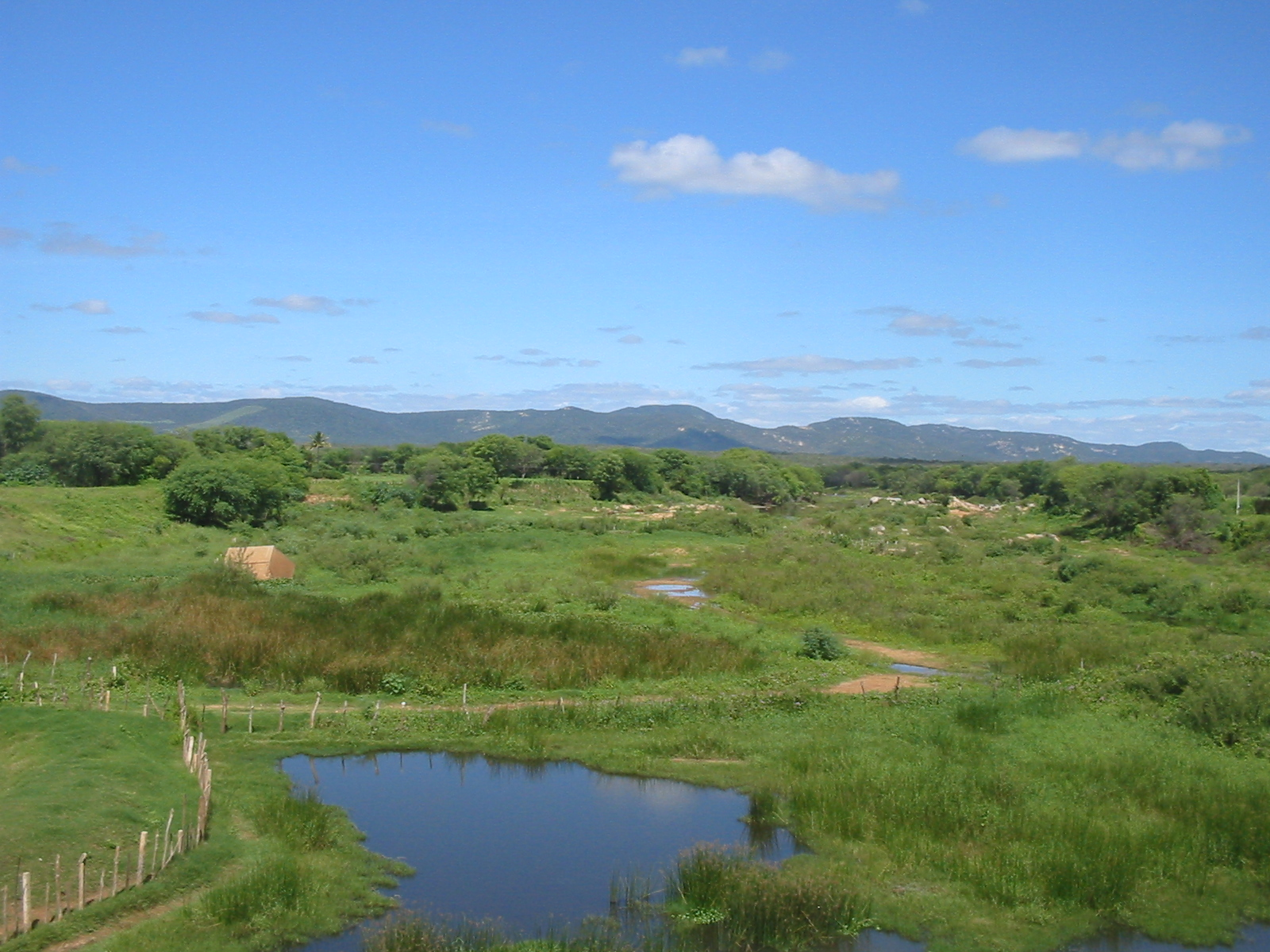
Río Pajeú al cruzar Serra Talhada.
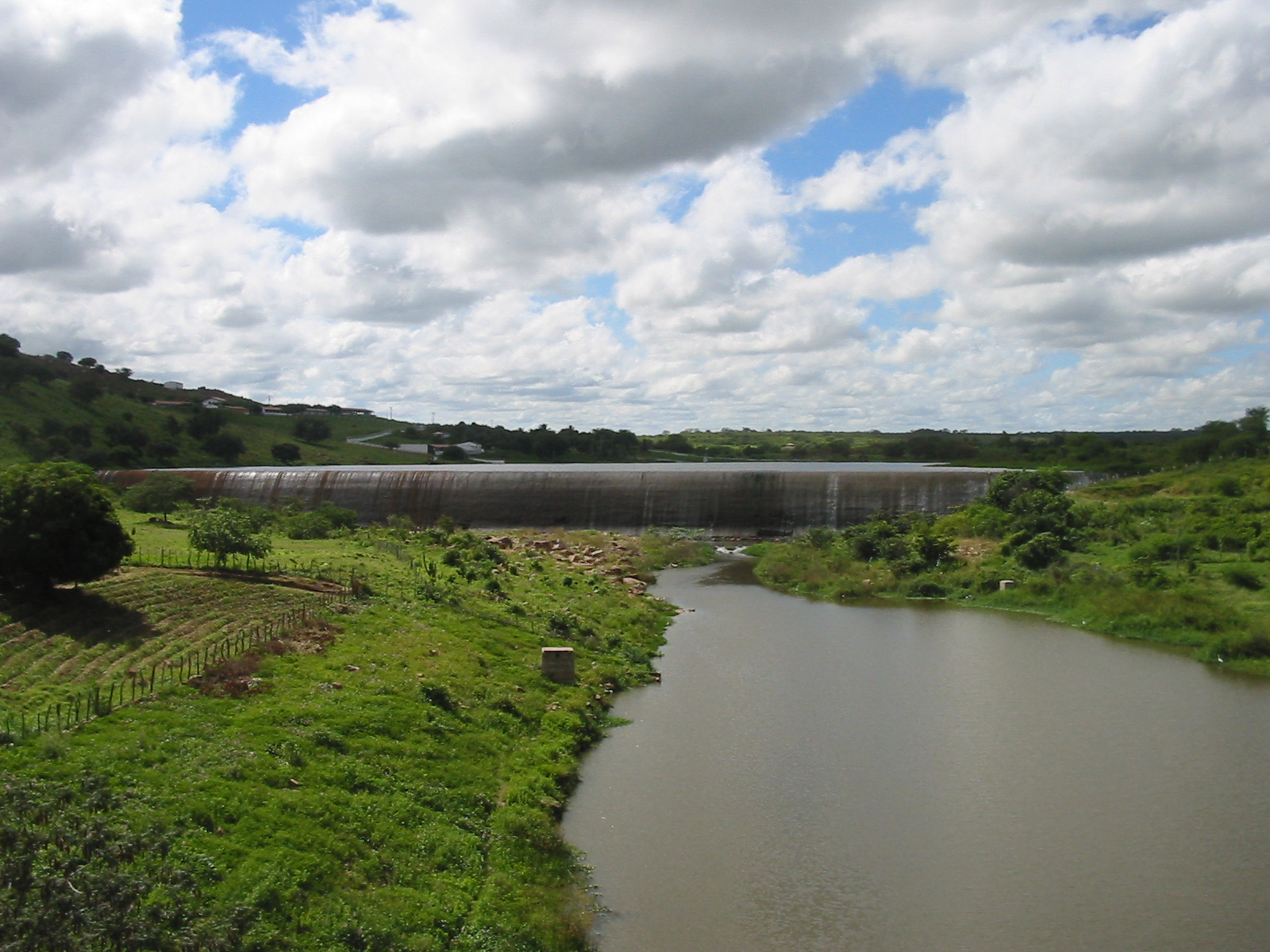
Represa de Jazigo, en Serra Talhada.